# 圣费利克斯-德维拉代
圣费利克斯-德维拉代（法語：Saint-Félix-de-Villadeix）是法国多尔多涅省的一个市镇，属于贝尔热拉克区。该市镇总面积16.88平方公里，2009年时的人口为309人。

## 人口
圣费利克斯-德维拉代人口变化图示